# Anthemiphyllia patera
Espèce
Sous-espèce
Sous-espèce
Anthemiphyllia patera est une espèce de coraux appartenant à la famille des Anthemiphylliidae. Anthemiphyllia patera costata Cairns, 1999 et Anthemiphyllia patera patera Pourtalès, 1878 en sont des sous-espèces.

## Habitat et répartition
On trouve ce corail dans le golfe du Mexique à partir de 320 m et jusqu'à 700 m de profondeur ou de 292 m et jusqu'à 707,5 m de profondeur. Il vit dans des eaux dont la température est comprise entre 5,47 °C et 15,2 °C.